# Săcălășeni, Maramureș
Săcălășeni (în maghiară Szakállasfalva) este satul de reședință al comunei cu același nume din județul Maramureș, Transilvania, România.

## Istoric
Prima atestare documentară: 1405 (Zakalosfalwa). 

## Etimologie
Etimologia numelui localității: din numele de grup săcălășeni < din n.fam. Sa-caloș (< magh. sakálos „bărbos”); sau din n.fam. Săcăluș (< subst. arh. săcăluș „tun mic, primitiv” < magh. szakallás < vsl. sokolǔ „tun”) + suf. -eni. 

## Lăcașuri de cult
- Biserica de lemn "Adormirea Maicii Domnului" datează, potrivit tradiției, din anul 1442 și a fost reconstruită în sec.XVIII. De proporții monumentale, este impresionantă și prin grosimea excepțională a bârnelor din care este construită. De plan dreptunghiular, cu absidă poligonală decroșată [4], are deasupra pronaosului un turn-clopotniță foarte înalt, cu foișor. Ornamentată cu un frumos decor sculptat. În interior se păstrează picturi murale din 1865. Biserica de lemn a fost declarată monument prin Legea nr.5/2000 privind aprobarea planului de amenajare a teritoriului național.

## Personalități
Familia Tarția, care în secolul al XVI-lea a dat Transilvaniei persoane cu funcții importante. Ulterior, după 1600, o dată cu introducerea calvinismului, familia și-a pierdut faima și averile, ajungând să trăiască o viață sărăcăcioasă în Pintic, Cluj.
- Carol Fülöp (n.1930), demnitar comunist